# Badenstedter Straße 12

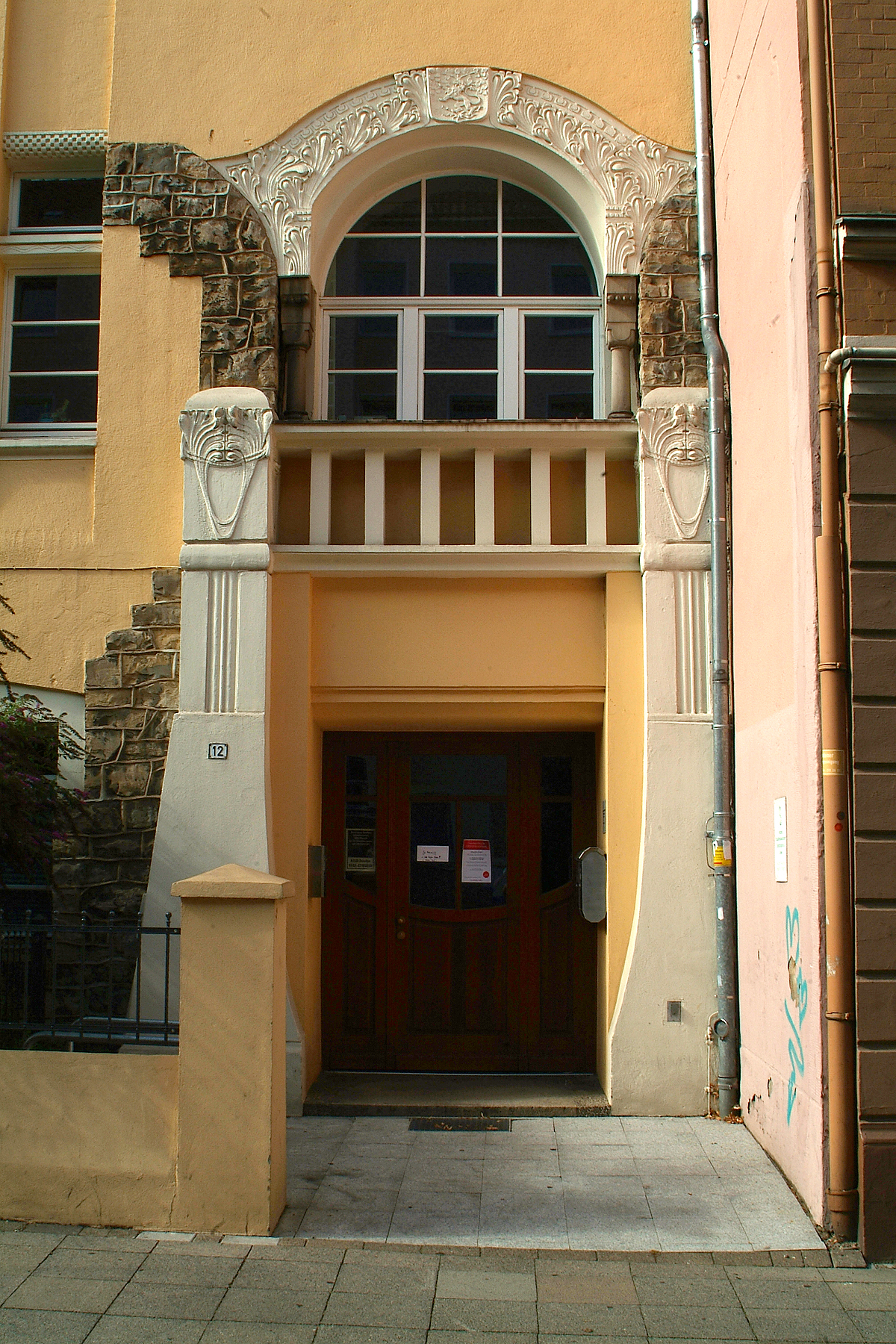
Hauseingang mit Jugendstil-Elementen und dem Wappen der zur Erbauungszeit selbständigen Stadt Linden

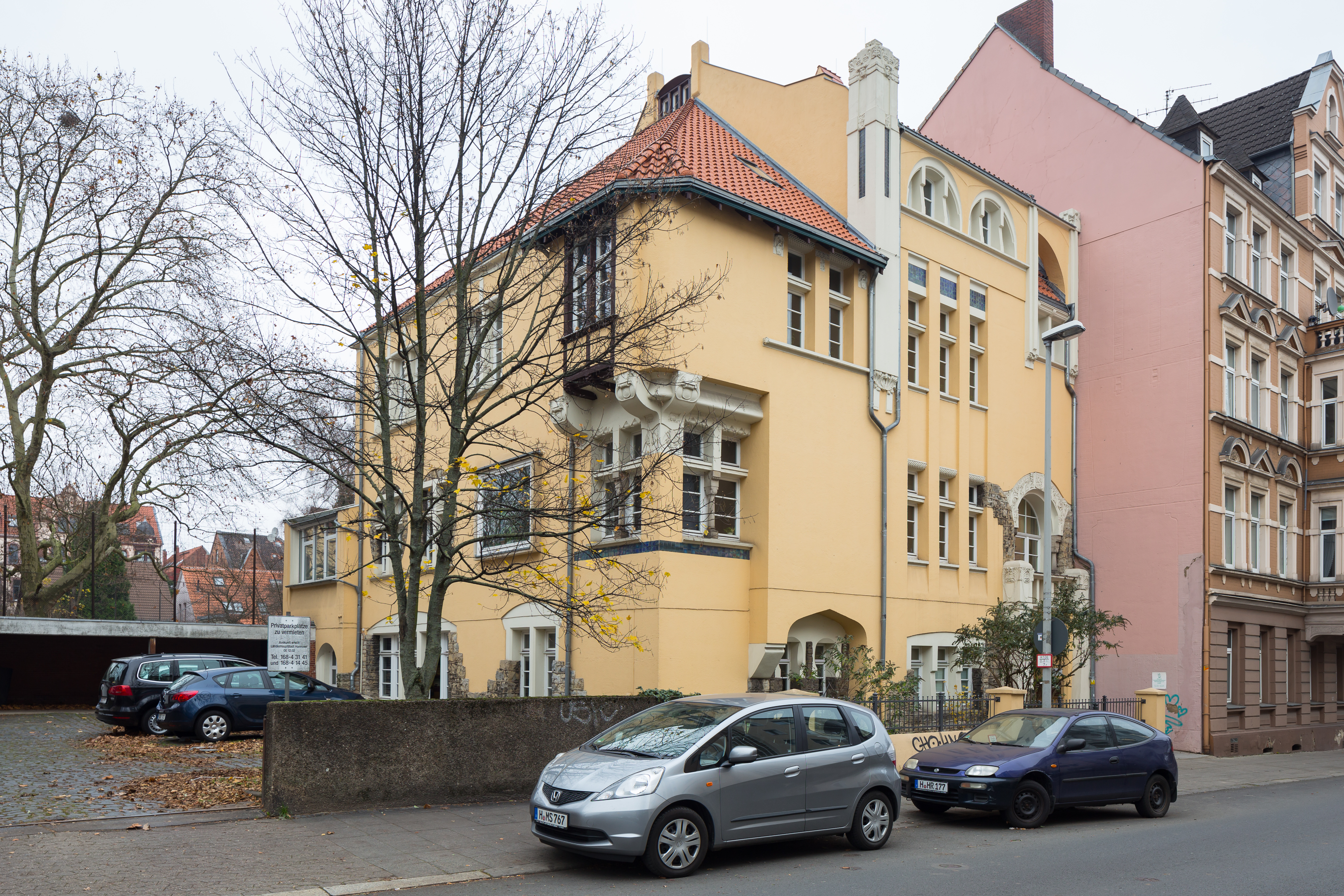
Das gelblich verputzte Gebäude Badenstedter Straße 12 im hannoverschen Stadtteil Linden-Mitte;
Ansicht Ende 2014

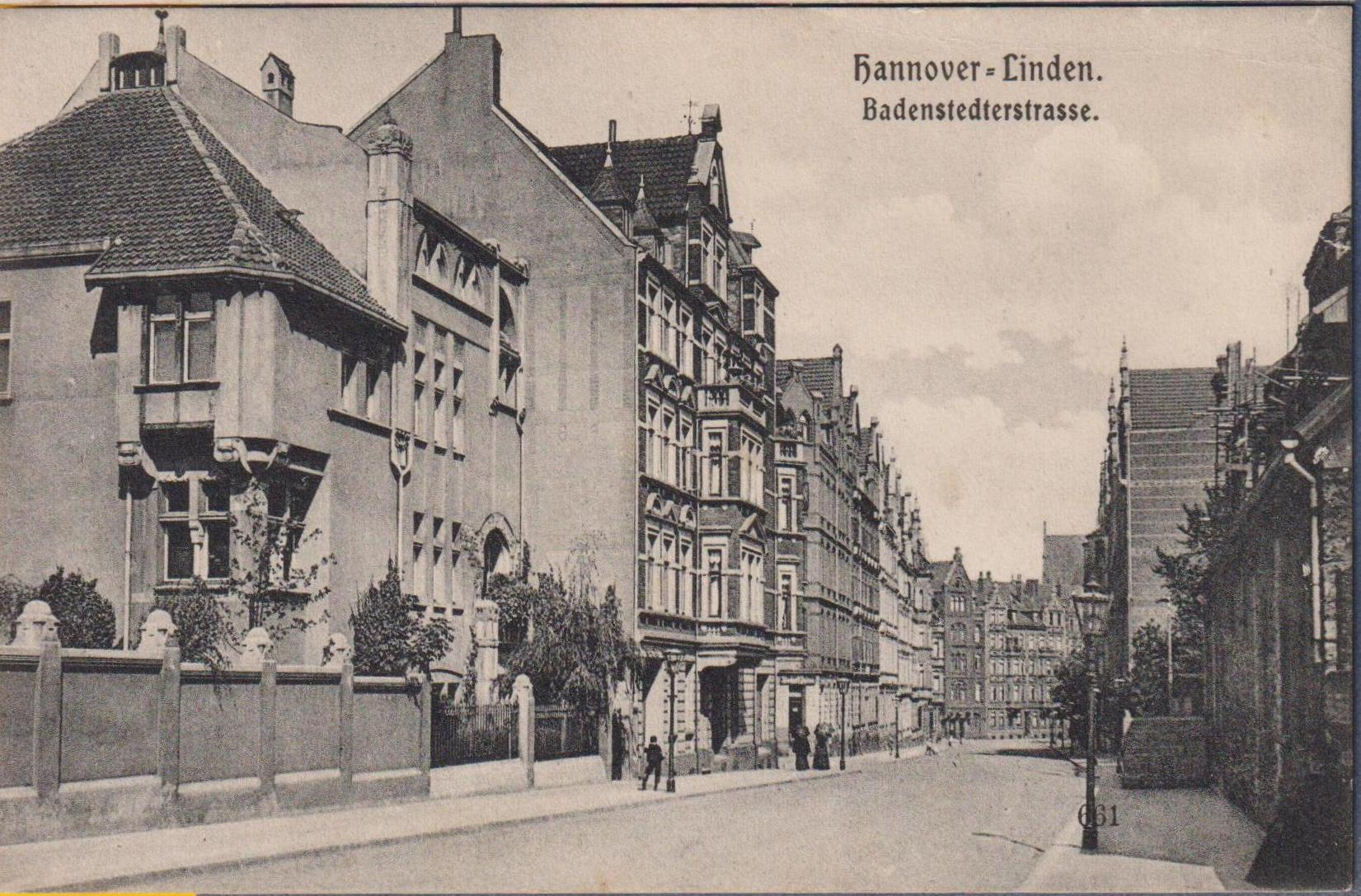
Das Haus Badenstedter Straße 12 (ganz links im Bild) um 1905;Ansichtskarte Nummer 661, anonym

Das Haus Badenstedter Straße 12 in Hannover-Linden war zur Zeit seiner Entstehung Anfang des 20. Jahrhunderts ein „vollständig von Jugendstilformen durchdrungenes Gebäude“. Den Entwurf als Dienstwohnsitz für Hermann Lodemann, den zweiten Bürgermeister der seinerzeit selbständigen Stadt Linden, lieferte der Lindener Stadtbaumeister Georg Fröhlich. Das um 1905 fertiggestellte Haus ist eines der wenigen Gebäude in Linden, an dem sich der Einfluss des Jugendstils nicht nur im äußeren Dekor erschöpfte, sondern in dem „der Versuch einer Jugendstil-Architektur unternommen wurde.“
Im Zweiten Weltkrieg wurde das Gebäude während der Luftangriffe auf Hannover durch Fliegerbomben teilzerstört.
In der Nachkriegszeit erhielt das Haus 1952 eine vereinfachte Instandsetzung, wobei die Wirkung „vor allem in der Dachzone beeinträchtigt“ wurde.